# Mount Goodsir
Mount Goodsir je hora v jižní části Kanadských Skalnatých hor, v Britské Kolumbii. S nadmořskou výškou 3 567 metrů náleží mezi deset nejvyšších vrcholů Kanadských Skalnatých hor.
Mount Goodsir tvoří dominantu a je nejvyšší horou v oblasti Banff-Lake Louise. Hora má dva hlavní vrcholy: vyšší, jižní South Tower a nižší, severní North Tower (3 507 m). Mount Goodsir leží v jižní části Národního parku Yoho, v blízkosti hranice s Národním parkem Kootenay.
Hora je pojmenovaná po Johnu Goodsirovi, profesoru anatomie na Edinburské univerzitě, případně po jeho bratrovi, Harrym Goodsirovi, lékaři a přírodovědci, účastníku Franklinovy expedice.